# Peter Robinson (warenhuis)

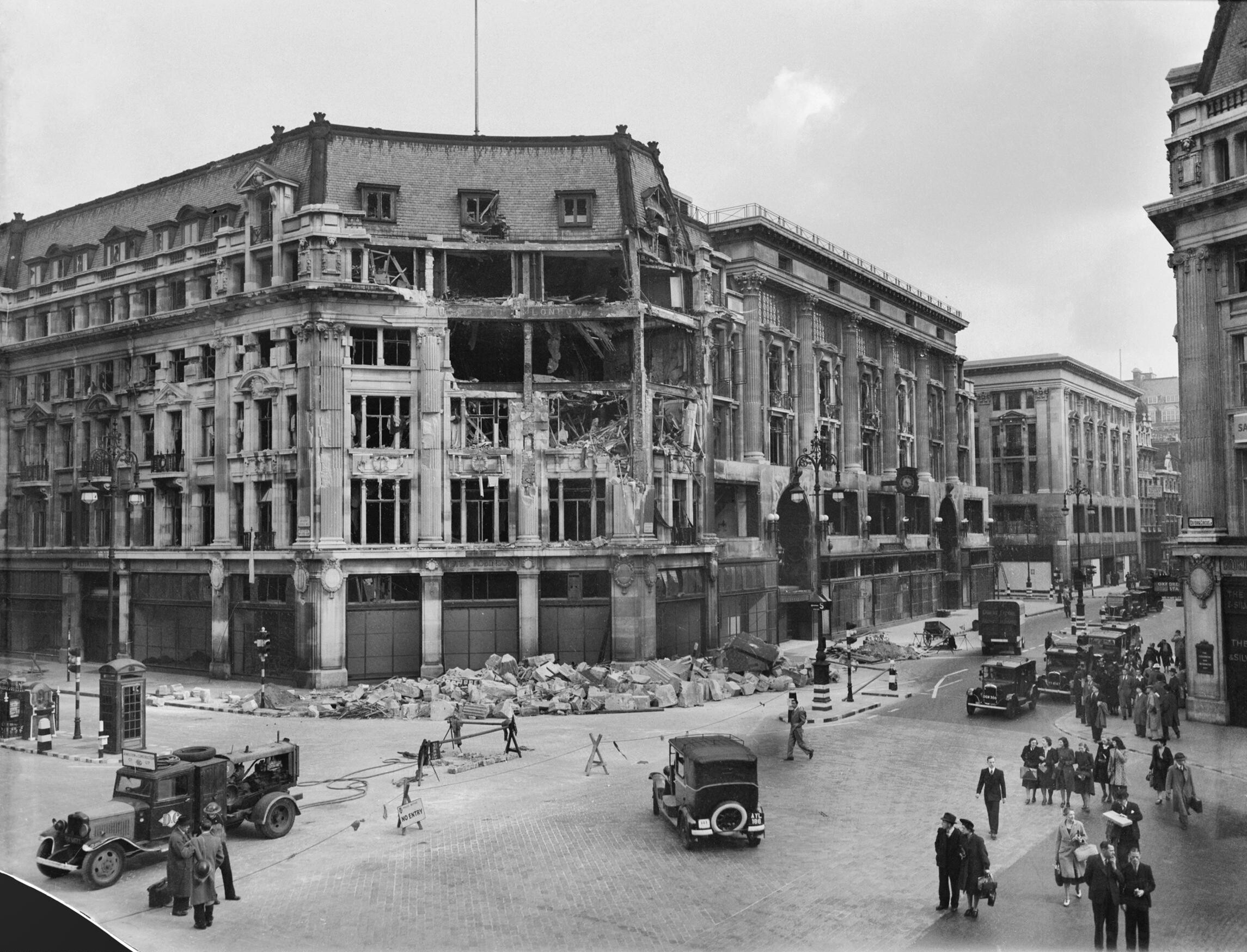
De flagshipstore in Oxford Circus, die in september 1940 bomschade had opgelopen

Peter Robinson was een warenhuisketen met een vlaggenschipfiliaal aan Oxford Circus in Londen. Robinson werd in 1833 opgericht als een stoffenwinkel en kocht nabijgelegen winkels in Oxford Street op om er een warenhuis van te maken. In 1964 werd Topshop geïntroduceerd als een divisie van Peter Robinson. Het winkelgebouw in Oxford Circus werd voltooid in 1912 en staat op de monumentenlijst.

## Geschiedenis
In 1833 opende Peter Robinson (1804-1874) uit Yorkshire een stoffenwinkel op Oxford Street nr 103. Tegen 1840 opende hij een Court & General Mourning House-winkel op Regent Street 247-249, welke bekend stond als "Black Peter Robinsons". Er stond altijd een koets klaar met een zwart geklede koetsier en kleermaaksters erin om zich naar de woning van een pas overleden weduwe te haasten.
De winkelruimte in Oxford Street werd uitgebreid door de nabijgelegen winkels op te kopen, zodat hij tegen 1850 een warenhuis kon openen dat bekend stond om de verkoop van modieuze dameskleding en accessoires.
In 1865 breidde hij verder uit naar Regent Street 252-262 door Hodge and Lowman Linen drapers over te nemen.
In de jaren 1850 werkte John Lewis, later de oprichter van een rivaliserend warenhuis, voor Peter Robinson, aanvankelijk als assistent, maar hij werkte zich op tot de jongste zijdekoper in Londen. In 1864 kreeg hij een partnerschap in het bedrijf aangeboden, maar weigerde. In plaats daarvan opende hij zijn eigen stoffenwinkel in Oxford Street. Peter Robinson, de oprichter is begraven in een familiegraf op Highgate Cemetery.
Het huidige gebouw aan Oxford Circus is ontworpen door architect Henry Tanner Junior. Het monumentale gebouw werd in 1912 voltooid. In 1923 werd het gebouw flink uitgebreid. 
Het bedrijf groeide uit tot een kleine warenhuisketen en in 1946 nam Burton's (wat later de Arcadia Group werd) de keten over. Het bedrijf bleef groeien en er werden nieuwe winkels geopend in het hele Verenigd Koninkrijk, waaronder Lime Street in Liverpool. Anglia Television zond de opening in 1961 uit van de Peter Robinson Store in Norwich (later een Topshop). Op het hoogtepunt had het bedrijf 39 Peter Robinson-filialen.
Om jongere kopers aan te trekken werd in 1964 Peter Robinson's Topshop geïntroduceerd met de opening van een ruimte op de derde verdieping van de winkel aan Angel Street in Sheffield. In 1965 werd de kelder van de winkel aan Oxford Circus omgebouwd tot een Peter Robinson Topshop.
In 1974 besloot de Burton's Group, het moederbedrijf, dat Peter Robinson en Topshop moesten worden gescheiden, waarbij Peter Robinson zich richtte op de 25-plussers. Het aantal winkels werd teruggebracht van 22 naar zes. Tegen het einde van de jaren 70 was het merk Peter Robinson zo goed als verdwenen.